# Dnepr-Ukraine

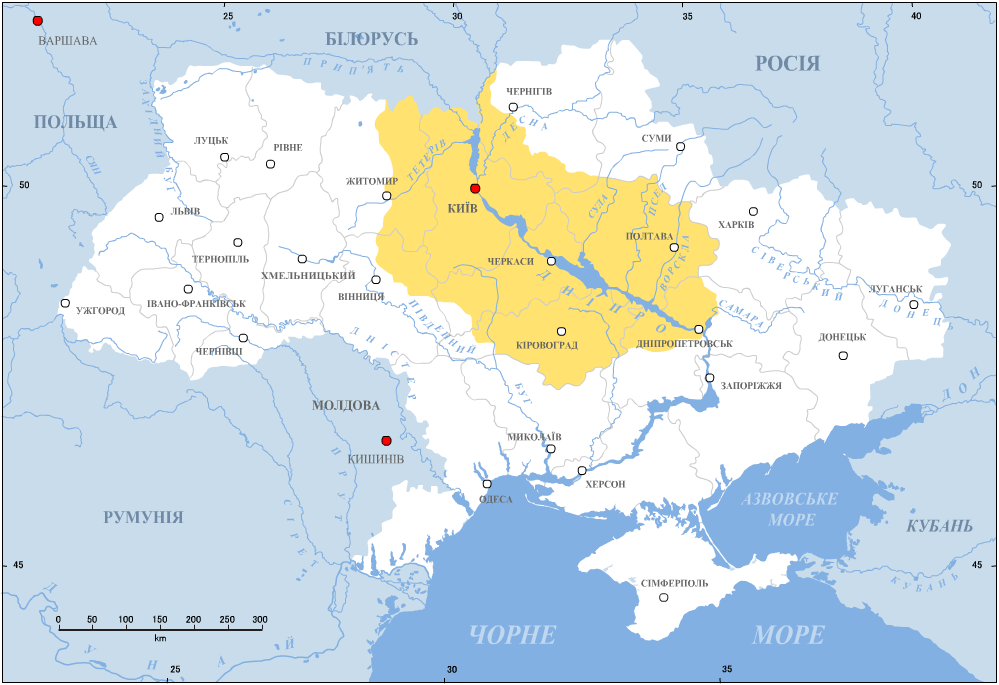
Ungefähre Ausdehnung innerhalb der heutigen Ukraine

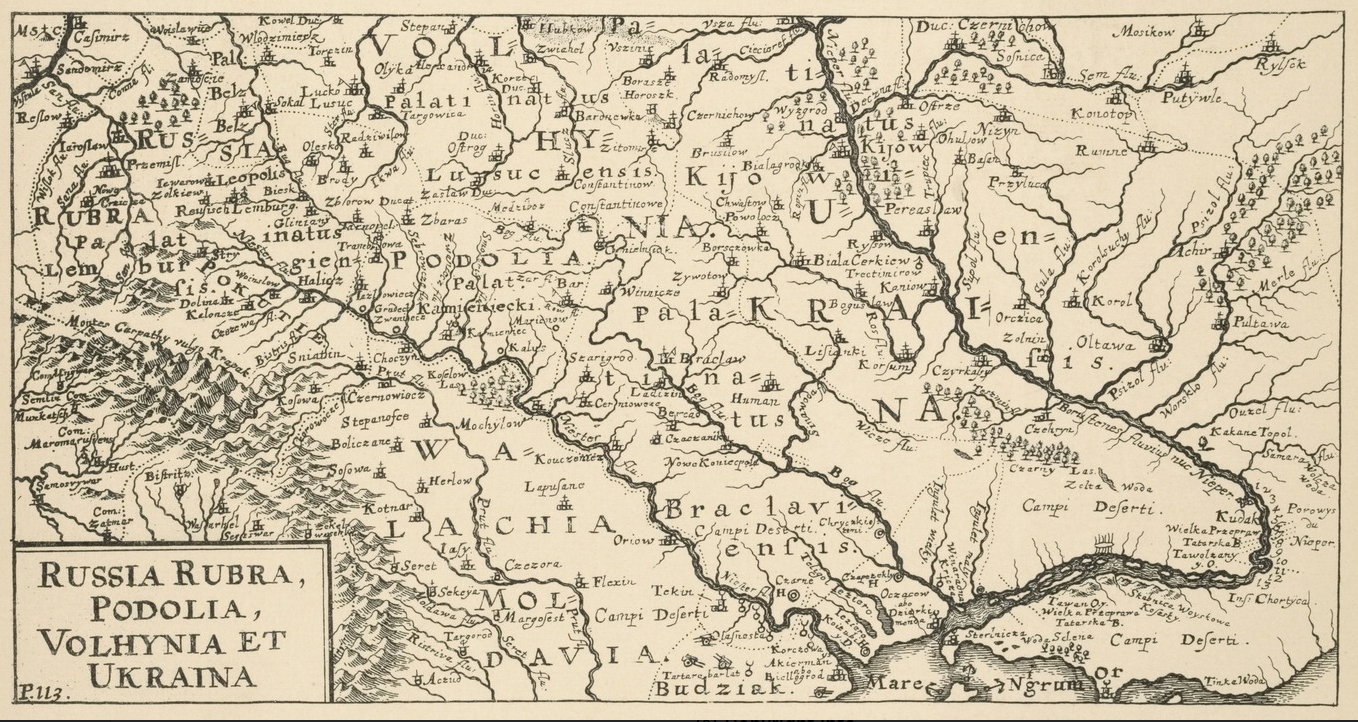
Rotrussland, Podolien, Wolhynien und Ukraine. Landkarte von Jakob von Sandrart, Nürnberg, 1687

Die Dnepr-Ukraine (ukrainisch Наддніпрянська Україна Naddniprjanska Ukrajina; russisch Поднепровская Украина Podneprowskaja Ukraina; historisch einfach nur Ukrajina) ist eine historische Region der Rus am mittleren Dnepr, die namensgebend für den heutigen Staat Ukraine wurde. Im Westen grenzt sie an die historischen Regionen Wolhynien und Podolien, im Norden an Polesien, im Osten an Sewerien und die Sloboda-Ukraine, im Süden an Saporischschja.
In der Epoche der Kiewer Rus gehörte diese Region in der strategischen Mitte des Weges von den Warägern zu den Griechen zu den am dichtesten besiedelten des Reiches und beinhaltete dessen politisches und spirituelles Zentrum Kiew. In der Neuzeit lag diese Landschaft an der Grenze von drei osteuropäischen Großmächten (Polen-Litauen, Zarentum Russland und das Khanat der Krim), was ihre Bezeichnung Ukraine bedingte. Das Wort Ukraine bedeutet sowohl in den ostslawischen, als auch in den westslawischen Sprachen Grenzland bzw. Land am Rand, analog zum westeuropäischen Begriff Mark. Lange Zeit hatte diese Bezeichnung (die in den Chroniken erstmals 1187 in Bezug auf die Südgrenze des Fürstentums Perejaslawl auftauchte) keinen konkreten geografischen Bezug und wurde in allen russischen Fürstentümern, dem Großfürstentum Litauen und dem Russischen Reich in unterschiedlichsten geografischen Zusammenhängen verwendet, auch weit außerhalb der heutigen Ukraine. Als konkrete Landschaftsbezeichnung für Gebiete am mittleren Dnepr lässt sich das Wort Ukraine ab dem späten 16. Jahrhundert in polnisch-litauischen Quellen belegen.
Nach der polnischen Verwüstung und Eroberung Seweriens während der russischen Zeit der Wirren wurde diese Region rund um Tschernigow durch die Saporoger Kosaken besiedelt, weshalb sie mit der Zeit zur Ukraine mitgezählt und in das 1648 entstandene Kosaken-Hetmanat inkludiert wurde. Während des langen Bürgerkriegs namens „Ruin“ und der politischen Spaltung des Hetmanats entstanden die Rechtsufrige und die Linksufrige Ukraine, die jeweils eigene Hetmanen hatten. Die Rechtsufrige Ukraine verblieb nach dem Russisch-Polnischen Krieg 1654–1667 mit Ausnahme Kiews bei Polen, wo das Hetmanat bereits wenig später aufgelöst wurde. Die Linksufrige Ukraine mit Kiew kam zum Russischen Reich, wo sie Kleinrussland genannt wurde. Das autonome Hetmanat bestand hier bis zum Ende des 18. Jahrhunderts.
Im Verlauf des 19. Jahrhunderts wurde die Regionalbezeichnung Ukraine zunehmend zum umgangssprachlichen Synonym des offiziellen Begriffes Kleinrussland und begann nach und nach, überregional zu werden und den gesamten ethnischen Raum zu umfassen.